# Cerambyx nodulosus
Cerambyx nodulosus es una especie de escarabajo longicornio del género Cerambyx, subfamilia Lamiinae. Fue descrita científicamente por Germar en 1817.
Se distribuye por Albania, Armenia, Azerbaiyán, Bosnia y Herzegovina, Bulgaria, Chipre, Croacia, Georgia, Grecia, Hungría, Italia, Líbano, Macedonia, Malta, Montenegro, República Árabe Siria, Rumania, Rusia, Serbia, Eslovenia, Turquía, Ucrania y Yugoslavia. Mide 26-46 milímetros de longitud. El período de vuelo ocurre en los meses de mayo, junio, julio y agosto.